# Sherlock Holmes och det hemliga vapnet
Sherlock Holmes och det hemliga vapnet är en amerikansk/brittisk film från 1942 i regi av Roy William Neill. I huvudrollerna ses Basil Rathbone och Nigel Bruce.

## Handling
Filmen handlar om Sherlock Holmes som på uppdrag av brittiska flygministeriet lurar Gestapo för att komma åt ett raketsikte uppfunnet av schweizisk vetenskapsman. Moriarty arbetar för Gestapo och kidnappar den schweiziska uppfinnaren.

## Om filmen
Filmen hade Stockholmspremiär på biograferna Lorry vid Birger Jarlsgatan och Aveny vid S:t Eriksplan den 14 augusti 1943. Den har visats vid ett flertal tillfällen på TV4 och i SVT.

## Rollista i urval
- Basil Rathbone – Sherlock Holmes
- Nigel Bruce – Dr. John H. Watson
- Lionel Atwill – Professor Moriarty
- Kaaren Verne – Charlotte Eberli
- William Post Jr. – Dr. Franz Tobel
- Dennis Hoey – Kommissarie Lestrade
- Holmes Herbert – Sir Reginald Bailey
- Mary Gordon – Mrs. Hudson